# いふじシンセン
いふじ シンセン（7月15日 - ）は、日本の漫画家。男性。

## 作品リスト

### 連載
- アラクニド（原作：村田真哉、『月刊ガンガンJOKER』2009年12月号 - 2016年1月号、全14巻）
- 百姫夜会‐傷痕契ル乙女達‐（原作：都月景、『月刊ガンガンJOKER』2021年6月号[2] - 2022年11月号[3]、既刊2巻）

### 読み切り
- Altariria（『ガンガンONLINE』2009年4月） - 第4回ガンガンONLINE月例マンガ賞「GO」入選。
- ARTHAriria（『月刊ガンガンJOKER』2017年9月号[4]）

### アンソロジー
- 黄昏乙女×アムネジア×アンソロジー（2012年11月22日発売） - イラスト[5]

## 寄稿
- アカメが斬る!公式ガイドブック（2014年6月21日発売） - イラスト[6]
- 『賭ケグルイ』第1巻発売記念ポスター（2014年10月） - 主人公・夢子の描きおろしイラスト[7]